# Limonium lobinii
Espèce
Statut de conservation UICN

 CR B1ab(ii); D : 
En danger critique
Limonium lobini  est une espèce de plantes à fleurs de la famille des Plumbaginaceae. C'est une espèce endémique de la Serra Malagueta, un massif montagneux situé dans le nord de l'île de Santiago au Cap-Vert. Elle est présente entre 500 m et 800 m, sur des escarpements rocheux orientés au nord-est.
Localement elle est connue sous le nom de « carqueja de Santiago ».
Espèce en danger, elle n'a été décrite que récemment (N. Kilian & Leyens, 1994).